# كورين روبنسون
كورين روبنسون (بالإنجليزية: Koren Robinson)‏ هو لاعب كرة قدم أمريكية أمريكي، ولد في 19 مارس 1980 في بلمونت في الولايات المتحدة.

## وصلات خارجية
- كورين روبنسون على موقع مرجع كرة القدم المحترفة.كوم (الإنجليزية)